# David Welander
David Welander, född 12 mars 1896 i Oslo Norge, död 22 september 1967. Sångförfattare och kompositör, officer i Frälsningsarmén, krigsskolechef (chef för officersskolan), chefsekreterare och redaktör. Han finns representerad i flera psalmböcker, bland annat Frälsningsarméns sångbok 1990 (FA).

## Sånger
- Det är lycka och frid (FA nr 813) text och musik okänt årtal.
- Namnet Jesus vill jag sjunga / Namnet Jesus bleknar aldrig (FA nr 580) skriven 1923.